# ゲロ辺境伯領

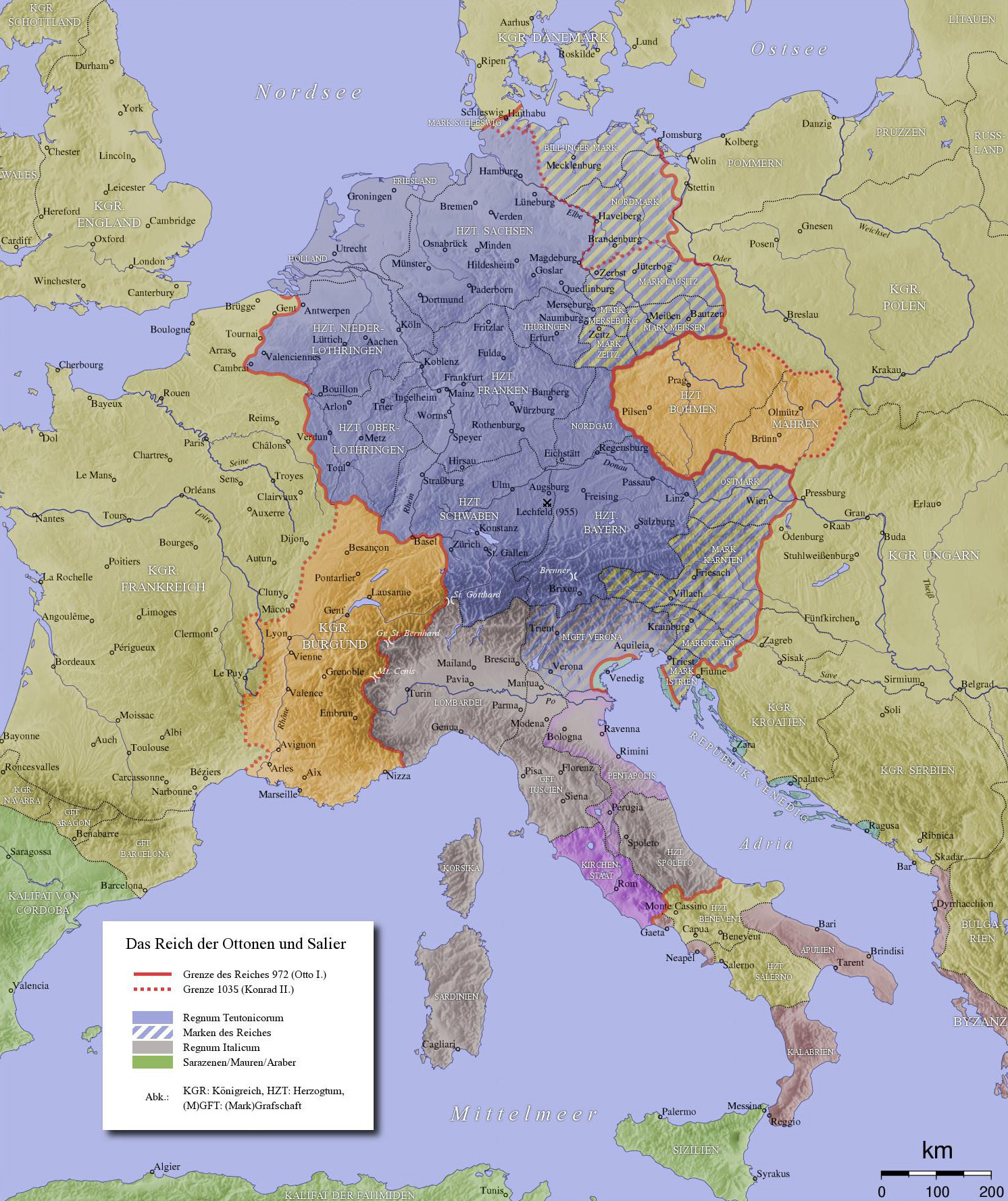
上部の斜線部のうち北部のビルング辺境伯領を除いた部分がゲロ辺境伯領である。メルゼブルク辺境伯領はその一部である。

ゲロ辺境伯領（Marca Geronis）は10世紀半ばに存在した広大な辺境伯領。この辺境伯領はおそらくティートマールにより920年代に創設され、その後その二人の息子であるジークフリートおよびゲロに継承された。965年のゲロの死後、この辺境伯領は5つ（のち6つ）の辺境伯領に分割された。それらはノルトマルク、オストマルク、マイセン辺境伯領、ツァイツ辺境伯領およびメルゼブルク辺境伯領である。
ジークフリートとゲロの伯領の中心地がメルゼブルクであったため、この辺境伯領はメルゼブルク辺境伯領と呼ばれることもある。しかし、メルゼブルク辺境伯は965年以降に成立した辺境伯領をさす。また、この辺境伯領の中心にあった教区がマグデブルク大司教区であったため、マグデブルク辺境伯領と呼ばれることもある。オストマルクと呼ぶ歴史家もいるが、これもまた965年以降に創設された辺境伯を指す。ゲロ辺境伯領は北部のビルング辺境伯領と同時にできたため、南部オストマルクといわれることもある。また、マイセン辺境伯領と呼ばれることもある。"ソルブ辺境伯領"と"チューリンゲン辺境伯領"の語が用いられている場合もある。
965年、メルゼブルクはより小さい辺境伯となり、ギュンターに与えられた。982年のギュンターの死後、メルゼブルク辺境伯はマイセン辺境伯に統合された。